# Economato

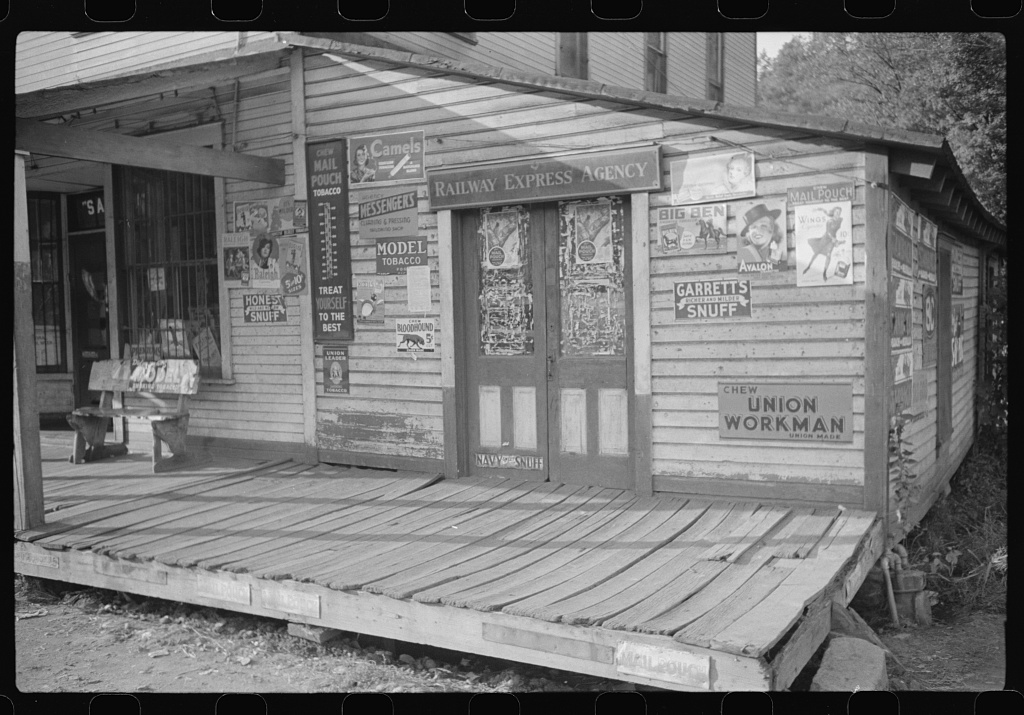
Fotografía de un economato (EE.UU, 1938).

Un economato es un establecimiento comercial, generalmente fundado por algún colectivo o empresa pública o privada, con el fin de vender productos a precios regulados, menores que en las tiendas habituales. Normalmente tiene reservado el acceso a determinados usuarios a razón de su relación laboral o funcionarial con la empresa o institución titular del mismo.

## Historia
Durante muchos años fue una figura clave del llamado paternalismo industrial, cuando desde el siglo XIX numerosas empresas industriales establecieron esos mercados para el sustento de los trabajadores y las familias de estos.
Hoy en día también se asocia al abastecimiento a personas con pocos recursos, llevado a cabo por organizaciones sociales u ONG.
En Asturias (España) la figura del economato sigue muy presente en las Cuencas Mineras, donde la empresa minera Hunosa contaba aún con 14 economatos en el siglo XXI, que cerraron finalmente en 2017 después de retrasar varias veces el plan inicial de hacerlo en 2014